# بور (اسطوره)
بور (به زبان نروژی باستان: Borr ،Bör یا Burr) در اساطیر اسکاندیناوی از نخستین مخلوقات، و پسر بوری است. او با ماده غولی به نام بستلا ازدواج کرد که دختر غولی یخی به نام بولثورن به‌شمار می‌رفت. بور و بستلا که نیمه ایزد و نیمه غول بودند صاحب سه فرزند شدند که به عنوان سه ایزد نخستین لقب گرفتند: اُدین، ویلی و وه.
از بور در چهارمین ترانهٔ ولوسپا، اولین شعر در ادای شاعرانه، و در ششمین فصل گیلفاگینینگ، اولین بخش از مجموعه ادای منثور، اثر اسنوری استورلوسون یاد شده‌است. بدین روایت یمیر نخستین موجود و جد تمامی یوتون، از ماده گاوی به نام اودوملا تغذیه می‌کرد که از ذوب شدن یخ‌ها و از قطره‌های شبنم پدید آمده بود و خود گاو برای تغذیه، سنگ‌های نمک را می‌لیسید. از لیسیدن سنگ‌های بلورین و شور گینونگاگپ بوری اولین ایزد شکل گرفت. بوری نیز صاحب پسری به نام بور شد که با بستلا ازدواج نمود.